# Max Braun
Max Braun (?, 1883. március 12. – Miami, 1967. május) olimpiai ezüstérmes amerikai kötélhúzó.
Az 1904. évi nyári olimpiai játékokon indult kötélhúzásban a St. Louis Southwest Turnverein No. 1 színeiben, de az amerikai válogatotthoz tartoztak. Rajtuk kívül még 3 amerikai klub és két ország indult (görögök és dél-afrikaiak). A verseny egyenes kiesésben zajlott.